# 오비히로시
오비히로시(일본어: 帯広市)는 일본 홋카이도 도카치 종합진흥국(구 도카치 지청)의 진흥국 소재지이다. 이름의 유래는 아이누어의 '오페레페레케프'(オペレペレケプ, 강어귀가 몇 개로 갈라지는 곳)이다.

## 지리
홋카이도 동부 서단의 도카치 평야의 거의 중앙에 위치한다. 시가지는 계획적으로 정비되어 있고 오비히로역을 중심으로 기판목장의 구획이 사방으로 펼쳐지고, 오도리 공원에서 북동, 북서, 남동, 남서로 대각선 방향의 도로(화재 예방선)가 설치되어 있다.

### 기후
내륙부에 있기 때문에 연교차가 심하고, 여름은 30°C 이상, 겨울은 -20°C 이하가 되는 날이 적지 않다. 겨울에는 바람이 약하고 쾌청한 날도 많아 홋카이도 내에서는 온화한 기후이다. 쾌청한 날에는 방사냉각 현상에 의해 아주 차가워진다. 1902년 1월 26일에는 최저 기온 -38.2°C를 기록한 바 있어, 일본 관측 사상 최저 기온 2위를 기록했다. 적설량은 홋카이도 내에서는 적은 편이다. 또한 여름은 고위도에 비해 기온이 높고 푄 현상 등에 의해 무더워지기도 해서 홋카이도 내에서는 냉량한 기후라고는 할 수 없다. 2010년 6월 26일에는 36.0°C까지 오른 적도 있다. 또 최근에는 겨울의 열섬 현상이 현저해 도시화가 진행된 지역과 교외의 기온에 큰 차이가 있다. 중심 시가지는 -20°C 이하의 날이 크게 줄어든 반면, 교외에서는 연일과 같이 -20°C 이하를 기록했고, 최근에도 -30°C 가까운 기온도 관측되었다. 여름에는 무려 영상 37.8도를 기록한 적도 있다. 그리고 최근에는 38.8°C까지 올라간 이력이 있어 최고 기온이 7월에서 5월로 옮겨가고 있는 양상을 보이는 것으로 드러나고 있다.
| 오비히로시의 기후                                            | 오비히로시의 기후 | 오비히로시의 기후 | 오비히로시의 기후 | 오비히로시의 기후 | 오비히로시의 기후 | 오비히로시의 기후 | 오비히로시의 기후 | 오비히로시의 기후 | 오비히로시의 기후 | 오비히로시의 기후 | 오비히로시의 기후 | 오비히로시의 기후 | 오비히로시의 기후 |
| 월                                                           | 1월               | 2월               | 3월               | 4월               | 5월               | 6월               | 7월               | 8월               | 9월               | 10월              | 11월              | 12월              | 연간              |
| ------------------------------------------------------------ | ----------------- | ----------------- | ----------------- | ----------------- | ----------------- | ----------------- | ----------------- | ----------------- | ----------------- | ----------------- | ----------------- | ----------------- | ----------------- |
| 역대 최고 기온 °C (°F)                                       | 8.0 (46.4)        | 14.7 (58.5)       | 20.3 (68.5)       | 31.7 (89.1)       | 38.8 (101.8)      | 36.0 (96.8)       | 37.8 (100.0)      | 37.0 (98.6)       | 34.4 (93.9)       | 29.7 (85.5)       | 23.5 (74.3)       | 16.0 (60.8)       | 38.8 (101.8)      |
| 일평균 최고 기온 °C (°F)                                     | −1.5 (29.3)       | −0.2 (31.6)       | 4.8 (40.6)        | 12.2 (54.0)       | 18.2 (64.8)       | 21.3 (70.3)       | 24.3 (75.7)       | 25.4 (77.7)       | 22.0 (71.6)       | 15.9 (60.6)       | 8.4 (47.1)        | 1.0 (33.8)        | 12.7 (54.9)       |
| 일일 평균 기온 °C (°F)                                       | −6.9 (19.6)       | −5.7 (21.7)       | −0.4 (31.3)       | 6.0 (42.8)        | 11.6 (52.9)       | 15.2 (59.4)       | 18.9 (66.0)       | 20.3 (68.5)       | 16.9 (62.4)       | 10.3 (50.5)       | 3.5 (38.3)        | −3.8 (25.2)       | 7.2 (45.0)        |
| 일평균 최저 기온 °C (°F)                                     | −13.0 (8.6)       | −12.0 (10.4)      | −5.4 (22.3)       | 0.8 (33.4)        | 6.2 (43.2)        | 10.8 (51.4)       | 15.1 (59.2)       | 16.5 (61.7)       | 12.7 (54.9)       | 5.3 (41.5)        | −1.1 (30.0)       | −8.9 (16.0)       | 2.2 (36.0)        |
| 역대 최저 기온 °C (°F)                                       | −38.2 (−36.8)     | −36.0 (−32.8)     | −35.2 (−31.4)     | −22.4 (−8.3)      | −7.9 (17.8)       | −1.9 (28.6)       | 1.8 (35.2)        | 2.1 (35.8)        | −4.7 (23.5)       | −10.6 (12.9)      | −20.3 (−4.5)      | −34.2 (−29.6)     | −38.2 (−36.8)     |
| 평균 강수량 mm (인치)                                        | 40.5 (1.59)       | 28.8 (1.13)       | 43.8 (1.72)       | 60.1 (2.37)       | 84.7 (3.33)       | 81.1 (3.19)       | 107.1 (4.22)      | 141.3 (5.56)      | 140.2 (5.52)      | 85.7 (3.37)       | 54.2 (2.13)       | 52.3 (2.06)       | 919.7 (36.21)     |
| 평균 강설량 cm (인치)                                        | 52 (20)           | 37 (15)           | 36 (14)           | 9 (3.5)           | 1 (0.4)           | 0 (0)             | 0 (0)             | 0 (0)             | 0 (0)             | 0 (0)             | 10 (3.9)          | 51 (20)           | 198 (78)          |
| 평균 강수일수 (≥ 0.5 mm)                                     | 6.2               | 5.6               | 8.5               | 9.7               | 10.3              | 9.6               | 11.1              | 12.0              | 11.6              | 8.8               | 8.1               | 7.3               | 108.9             |
| 평균 강설일수                                                | 13.8              | 14.8              | 16.4              | 9.1               | 0.4               | 0.0               | 0.0               | 0.0               | 0.0               | 1.2               | 9.8               | 13.6              | 79.2              |
| 평균 상대 습도 (%)                                           | 69                | 67                | 65                | 65                | 69                | 79                | 82                | 82                | 80                | 74                | 68                | 68                | 72                |
| 평균 월간 일조시간                                           | 188.2             | 191.5             | 217.9             | 192.9             | 188.8             | 148.2             | 121.9             | 125.2             | 137.8             | 167.6             | 168.2             | 172.0             | 2,020.1           |
| 출처: 일본 기상청 (평년값: 1991년~2020년, 극값: 1892년~현재) |                   |                   |                   |                   |                   |                   |                   |                   |                   |                   |                   |                   |                   |

## 역사
- 1902년 4월 1일 - 오비히로정이 성립하였다.
- 1933년 4월 1일 - 시로 승격해 오비히로시가 되었다.

## 교육

### 대학
- 오비히로 축산대학(帯広畜産大学, Obihiro University of Agriculture and Veterinary Medicine)

## 산업
오비히로를 포함한 도카치 지방의 농업은 대형 농업기계에 의한 대규모 밭농사 경영이 중심이다. 시내의 농가 1호당 평균 경지 면적은 약 24ha로, 홋카이도 평균 17.41ha, 일본 전국 평균 1.57ha를 크게 웃돌고 있고 칼로리 기반의 식료 자급율은 약 280%( 약 48만 명분)로 인구에 비해 매우 높다. 주요 작물은 밀·감자·사탕무·콩이고, 근래에는 마, 우엉 등 이 지역 특산 야채의 생산도 진행되고 있다.

## 교통

### 공항
- 오비히로 공항

### 철도
- 홋카이도 여객철도 네무로 본선

### 도로
- 오비히로히루 자동차도
- 국도 38호선
- 국도 236호선(일본어판)
- 국도 241호선
- 국도 242호선
- 국도 273호선

## 자매 도시
- 미국 알래스카주 슈어드
- 미국 위스콘신주 매디슨
- 일본 시즈오카현 마쓰자키정
- 일본 오이타현 오이타시
- 일본 도쿠시마현 도쿠시마시